# Catcherside
Catcherside var en civil parish 1866–1958 när det uppgick i Kirkwhelpington, i grevskapet Northumberland i England. Civil parish var belägen 16 km från Bellingham och hade 10 invånare år 1951.